# Guyanische Fußballnationalmannschaft der Frauen
Die guyanische Fußballnationalmannschaft der Frauen repräsentiert  den südamerikanischen Staat Guyana im internationalen Frauenfußball. Sie untersteht der GFF.
Die GFF ist Mitglied im Weltverband FIFA und im Regionalverband CONCACAF. Daher sind sie an der Qualifikation für die CONCACAF Women’s Championship bzw. CONCACAF Women’s Gold Cup berechtigt. Über die Qualifikation kam die Mannschaft bisher nur einmal hinaus im Jahr 2010. Im Hauptturnier jedoch verlor man alle Spiele der Vorrunde.
Die erste Teilnahme an der Qualifikation war zwar bereits 1998, doch verzichtete man in den folgenden 11 Jahren auf die Teilnahme und daher zählt das Team nur 13 Spiele.

## Weltmeisterschaft
| - 1991: keine Teilnahme - 1995: keine Teilnahme - 1999: nicht qualifiziert - 2003: keine Teilnahme - 2007: keine Teilnahme | - 2011: nicht qualifiziert - 2015: keine Teilnahme - 2019: nicht qualifiziert - 2023: nicht qualifiziert |

## CONCACAF Women’s Championship / CONCACAF Women’s Gold Cup
| - 1991: keine Teilnahme - 1993: keine Teilnahme - 1994: keine Teilnahme - 1998: nicht qualifiziert - 2000: keine Teilnahme - 2002: keine Teilnahme | - 2006: keine Teilnahme - 2010: Siebter - 2014: keine Teilnahme - 2018: nicht qualifiziert - 2022: nicht qualifiziert |

## Olympische Spiele
| - 1996: keine Teilnahme - 2000: nicht qualifiziert - 2004: keine Teilnahme - 2008: keine Teilnahme | - 2012: keine Teilnahme - 2016: nicht qualifiziert - 2020: zurückgezogen |